# Rufino da Silva Neto
Rufino da Silva Neto (* 1921; † 9. Dezember 1993 in Coronel Fabriciano) war ein brasilianischer Politiker.
Er war von 1975 bis 1979 Mitglied der Assembleia Legislativa des Bundesstaats Minas Gerais und diente im Anschluss von 1979 bis 1983 als Deputado Estadual.
Er war außerdem Präfekt der Gemeinde Coronel Fabriciano.
| Personendaten    | Personendaten             |
| ---------------- | ------------------------- |
| NAME             | Silva Neto, Rufino da     |
| KURZBESCHREIBUNG | brasilianischer Politiker |
| GEBURTSDATUM     | 1921                      |
| STERBEDATUM      | 9. Dezember 1993          |
| STERBEORT        | Coronel Fabriciano        |